# Buddy Weed
Eugene Harold „Buddy“ Weed (* 6. oder 9. Januar 1918 in Ossining, New York; † 25. Mai 1997 in Tempe (Arizona)) war ein amerikanischer Jazzpianist (auch Celesta, Spinett), Sänger und Arrangeur.

## Leben und Wirken
Weed spielte ab den frühen 1940er-Jahren in der New Yorker Jazzszene mit Roy Eldridge und Teddy Powell, mit denen erste Aufnahmen entstanden. In den folgenden Jahren arbeitete er als Pianist und Arrangeur in den Bigbands von Charlie Spivak (1941), Paul Whiteman (als Solist zu hören in „I Found a New Baby“), ferner 1945 mit Sal Franzella, Ella Fitzgerald und Bud Freeman. Erstmals 1944 nahm er unter eigenem Namen in Triobesetzung mehrere Gesangsnummern für MGM Records auf; weitere Sessions folgten 1946/47 für MGM und V-Disc, u. a. mit Mundell Lowe und Trigger Alpert. In den folgenden Jahren spielte er u. a. mit Hank D’Amico, Tony Bennett, Sidney Bechet, ab 1954 bei Urbie Green, Neal Hefti, Richard Maltby, Larry Clinton, Peanuts Hucko, Teddi King, Joe Venuti, Charlie Shavers, Billy Butterfield und George Siravo, bei Sessions unter eigenem Namen u. a. mit Tony Mottola, Eddie Costa, Arnold Fishkin, Bobby Donaldson und Bob Haggart. 1958 trat er an der Seite von Gene Krupa in der Timex All Star Jazz Show auf. In den 1950- und 60er Jahren war er ferner als Session- und Orchestermusiker im Sauter-Finegan Orchestra, bei Sy Oliver und Charlie Spivak; letzte Aufnahmen entstanden in den 70er- und frühen 80er-Jahren mit dem Sänger Peter Dean, mit dem er auch im Duo im New Yorker Hilton Hotel auftrat. Im Bereich des Jazz war Weed von 1940 bis 1980 an 92 Aufnahmesessions beteiligt. In den 1970er Jahren trat er regelmäßig in Phoenix auf.

## Diskographische Hinweise
- Piano Moods (Columbia, 1950), mit Bob Haggart
- Just a Minute (Sesac, 1953)
- Ernie Kovacs Presents Buddy Weed and Introduces Lynn Taylor (Coarl, 1956), u. a. mit Hank D’Amico, Tommy Kay, Arnold Fishkind, Nick Travis, Phil Woods, Seldon Powell, Ed Shaughnessy
- The Buddy Weed Sound – Buddy-Buddy (Sesec (EP), 1957), mit Ted Kotsaftis, Terry Snyder, Tony Mottola
- Mother Goose for the Swing Set (RCA Victor, 1958), mit Don Elliott, Dottie Evans, Tyree Glenn, Barry Galbraith[3]
- The Buddy Weed Septet (Jazz Vault, 1958), mit Don Elliott, Stan Webb, Barry Galbraith, Allen Hanlon, Arnold Fishkin, Morey Feld